# Чормешави
Чормешави (груз. ჭორმეშავი) — село в Грузии, на территории Душетского муниципалитета края (мхаре) Мцхета-Мтианети.

## География
Село находится в северо-восточной части Грузии, к востоку от от реки Хевсурская Арагви, на расстоянии приблизительно 53 километров (по прямой) к северо-востоку от города Душети, административного центра муниципалитета. Абсолютная высота — 1933 метра над уровнем моря.

## Население
По результатам официальной переписи населения 2014 года в Чормешави проживало 3 человека (2 мужчины и 1 женщина). В национальном составе грузины составляли 100 %.
| Год  | Население, человек |
| ---- | ------------------ |
| 2002 | 6                  |
| 2014 | ↘ 3                |